# Karin Rodrigues
Karin Rodrigues, nome artístico de Karin Fehrmann (São Paulo, 3 de fevereiro de 1936), é uma atriz e ex-modelo brasileira.

## Carreira
Filha dos imigrantes alemães Alfred Fehrmann (um alemão do Volga nascido em São Petersburgo) e Katharina Frida Klara Thies, ainda na adolescência fez um pequeno papel em uma peça apresentada no Teatro Municipal, o que a motivou a prosseguir, com seus atributos físicos notáveis, começou a trabalhar como modelo em em 1954, fotografando para revistas da época.. Estreou no cinema em 1962 com Copacabana Palace uma co-produção entre Itália, França e Brasil. Na TV sua primeira personagem foi a Hortênsia da primeira versão de A Deusa Vencida, na TV Excelsior.
No teatro fez inúmeras peças e desde a década de 1980 e foi presença constante nos espetáculos do marido Paulo Autran. Com ele fez Pato com Laranja, Dr. Knock, O Homem-Elefante, Rei Lear, Traição, Feliz Páscoa, O Céu Tem que Esperar e Vestir o Pai, entre outras. Em 2009, fez Mãe É Karma, comédia de Elias Andreato.
Na TV fez telenovelas importantes como Anjo Marcado, A Rainha Louca, A Gata de Vison, A Grande Mentira, Super Plá, Nossa Filha Gabriela, Camomila e Bem-Me-Quer, Os Inocentes, Roda de Fogo, Memórias de Amor e Sabor de Mel.
No cinema brasileiro atuou nos filmes A Arte de Amar... Bem, As Filhas do Fogo e Mulher Objeto.
É viúva do ator Paulo Autran, com quem foi casada por 33 anos.

## Filmografia

### Televisão
| Ano     | Título                  | Personagem           | Notas                                            | Emissora          |
| ------- | ----------------------- | -------------------- | ------------------------------------------------ | ----------------- |
| 1965    | A Deusa Vencida         | Hortência            |                                                  | TV Excelsior      |
| 1966    | Anjo Marcado            | Valquíria            |                                                  | TV Excelsior      |
| 1967    | O Homem Proibido        | Ingrid               | [ 5 ]                                            | Rede Globo        |
| 1967    | A Rainha Louca          | Duquesa de Versalhes | [ 6 ]                                            | Rede Globo        |
| 1968    | Demian, o Justiceiro    | Ingrid               |                                                  | Rede Globo        |
| 1968    | A Gata de Vison         | Candy                | [ 7 ]                                            | Rede Globo        |
| 1969    | Super Plá               | Lucy                 |                                                  | Rede Tupi         |
| 1969    | A Grande Mentira        | Márcia               |                                                  | Rede Globo        |
| 1971    | Editora Mayo, Bom Dia   | Ítala                | [ 8 ]                                            | RecordTV          |
| 1972    | Nossa Filha Gabriela    | Cláudia              |                                                  | Rede Tupi         |
| 1972    | Eu e a Moto             | Felícia Rockford     |                                                  | RecordTV          |
| 1973    | Camomila e Bem-Me-Quer  | Suzana               |                                                  | Rede Tupi         |
| 1973    | Rosa dos Ventos         | Ana Maria            |                                                  | Rede Tupi         |
| 1974    | Os Inocentes            | Maria Alice          |                                                  | Rede Tupi         |
| 1975    | Teatro 2                | Helena Fausta        | Episódio: "A Escada"                             | TV Cultura        |
| 1975    | Teatro 2                | Esposa               | Episódio: "A Casa Fechada"                       | TV Cultura        |
| 1975    | Teatro 2                | —                    | Episódio: "O Cego"                               | TV Cultura        |
| 1976    | Alemão para Brasileiros | Apresentadora        |                                                  | TV Cultura        |
| 1978    | Roda de Fogo            | Giovana              |                                                  | Rede Tupi         |
| 1979    | Memórias de Amor        | Nora Elman           |                                                  | Rede Globo        |
| 1979    | Plantão de Polícia      | —                    | Episódio: "O Enigma da Pensão do Reno"           | Rede Globo        |
| 1983    | Sabor de Mel            | Albertina            |                                                  | Rede Bandeirantes |
| 2008    | A Favorita              | Doroteia             | Participação Especial                            | Rede Globo        |
| 2009-11 | 9mm: São Paulo          | Dr.ª Helen Fernandes | 12 episódios                                     | Fox Brasil        |
| 2015    | Os Experientes          | Nininha              | Episódios: "O Primeiro Dia" e "Folhas de Outono" | Rede Globo        |
| 2017    | Máximo & Confúcio       | Loreta               | 1 episódio                                       | TV Cultura        |

### Cinema
| Ano  | Título                            | Personagem                  | Notas                                  |
| ---- | --------------------------------- | --------------------------- | -------------------------------------- |
| 1962 | Copacabana Palace                 | Passageira                  |                                        |
| 1964 | O Cabeleira                       | —                           |                                        |
| 1968 | Os Carrascos Estão Entre Nós      | Eva                         |                                        |
| 1968 | Viagem ao Fim do Mundo            | Garota Propaganda           |                                        |
| 1969 | Em Compasso de Espera             | Ingrid                      |                                        |
| 1970 | A Arte de Amar Bem                | Vivinha                     | Segmento: "A Garçonière de Meu Marido" |
| 1978 | As Filhas do Fogo                 | Dagmar                      |                                        |
| 1981 | Mulher Objeto                     | Analista                    |                                        |
| 1995 | Felicidade É...                   | —                           | Segmento: "Cruz"                       |
| 2005 | Eliana em o Segredo dos Golfinhos | Dona dos Parques            |                                        |
| 2010 | A Guerra dos Vizinhos             | Beatriz Coleratti           |                                        |
| 2013 | Crô - O Filme                     | Francisca Souza de Oliveira |                                        |
| 2016 | O Escaravelho do Diabo            | Diretora Maria Aparecida    |                                        |
| 2023 | As Aparecidas                     | Amiga de Otília             |                                        |

## Teatro[18]
| Ano     | Título                   |
| ------- | ------------------------ |
| 1964    | Círculo de Champagne     |
| 1965    | A Grande Chantagem       |
| 1967    | O Estranho Casal         |
| 1972    | Um Edifício Chamado 200  |
| 1972    | Em Família               |
| 1974-76 | Dr. Knock                |
| 1975    | Equus                    |
| 1975    | Bonifácio Bilhões        |
| 1977    | Constantina              |
| 1978    | Pato com Laranja         |
| 1981    | O Homem Elefante         |
| 1983    | A Amante Inglesa         |
| 1985    | Feliz Páscoa             |
| 1985    | Tartufo                  |
| 1987    | Tributo                  |
| 1994    | O Médico e o Monstro     |
| 1995    | As Regras do Jogo        |
| 2003    | Vestir o Pai             |
| 2006    | O Avarento               |
| 2009    | Mãe é Karma              |
| 2011    | A Senhora de Dubuque     |
| 2013    | Duas Mulheres que Dançam |
| 2014    | Antes de Mais Nada       |
| 2015    | O Camareiro              |
| 2020-21 | Para Duas                |